# Halle-Saale-Schleife
Die Halle-Saale-Schleife ist eine Motorsport-Rennstrecke in Halle (Saale).

## Geschichte
Im Jahre 1950 regten sich erste Gedanken in der Hallenser Motorsportgemeinschaft (MSG Halle e. V.), den Rennsport in Stadtnähe zu ermöglichen. Es wurde beschlossen, eine für Motorrad- und Automobilrennen geeignete Strecke westlich der Peißnitzinsel anzulegen. Mit einem Budget von 135.000 Ost-Mark wurde am 26. März 1950 der erste Spatenstich gesetzt. Schon am 10. Juni konnte die Strecke fertiggestellt werden. Insgesamt wurden 1,2 km neue Streckenführung errichtet und über 4000 t Baumaterial bewegt.
Am 25. Juni 1950 wurden die Eröffnungsrennen bestritten. Erster Sieger war der Zwickauer Erhart Krumpholz auf IFA-DKW im Lauf der Motorräder bis 125 cm³. Am 10. Oktober 1954 wurde im Innenraum der Strecke ein Grasbahnrennen auf dem sogenannten Halle-Saale-Ring ausgetragen. Die Grasbahn wurde in den 1960er-Jahren vom Neubau der Eissporthalle sowie einer Go-Kart-Strecke verdrängt. Am 23. April 1967 wurde das 22. und für die nächsten 43 Jahre das vorerst letzte Rennwochenende auf der Halle-Saale-Schleife begangen, da infolge des raschen Wachstums von Halle-Neustadt keine Motorsportveranstaltungen mehr möglich waren. Sieger im Rennen der Formel 3 wurde Paul Deetens auf Brabham. Ab 2010 wurden durch die German-Road-Racing GmbH Motorradrennen geplant, aber bisher nur 2010 durchgeführt.

Internationale Halle-Saale-Schleife am 23. April 1961
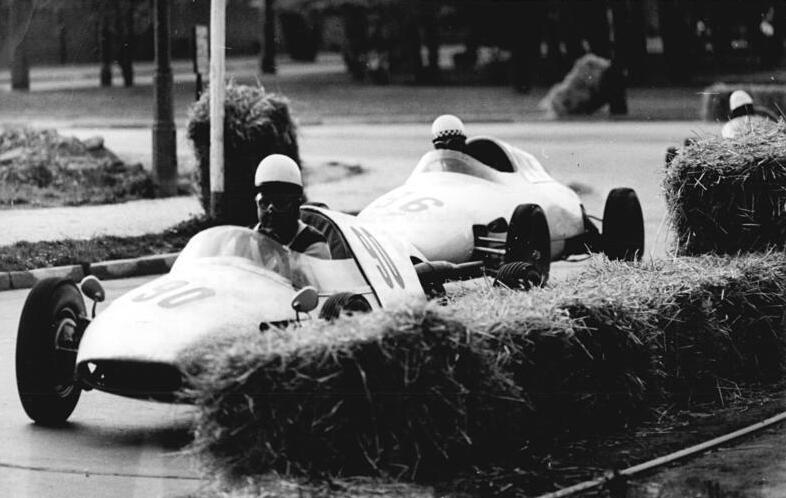
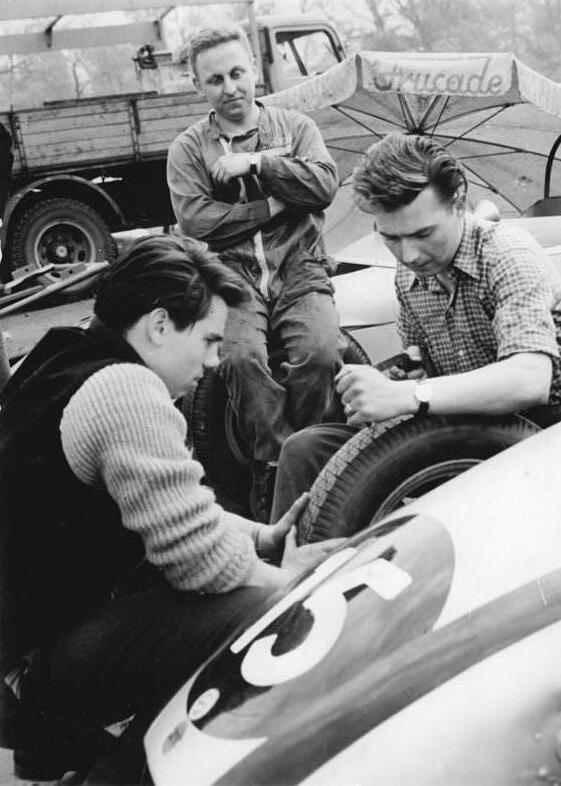
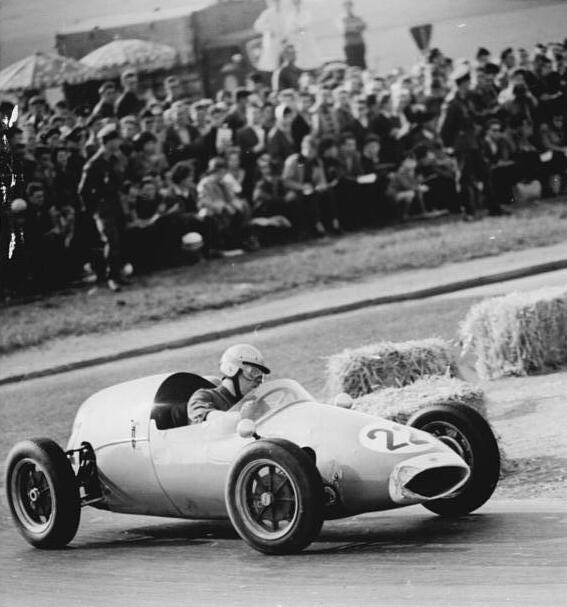
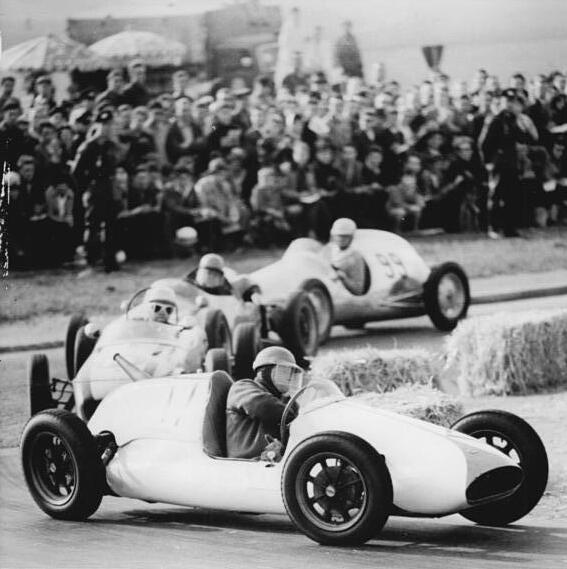

## Besonderheiten
- Im April 1951 fuhr hier der erste „sozialistische“ Formel-2-Rennwagen.[5]
- Im Jahr 1953 ging hier das MZ-Werksteam erstmals an den Start.[6]
- Auf der Strecke debütierte Brigitte Döhler, wurde sofort Dritte und gewann bald darauf auch auf der Halle-Saale-Schleife.[7]
- Joachim Jahnke, der die Halle-Saale-Schleife als seine Hausstrecke betrachtete, sah sich nach einer neuen Strecke um und wurde im nahen Teutschenthal fündig, wo er den Talkessel Teutschenthal etablierte.[8]

## Rennen

### Formelrennen 1950–1967
| Jahr | Sieger                     | Fahrzeug                        | Rennserie     | Quellen       |
| ---- | -------------------------- | ------------------------------- | ------------- | ------------- |
| 1950 | DDR Paul Greifzu           | BMW Greifzu                     | Formel 2      | [ 9 ]         |
| 1951 | DDR Rudolf Krause          | BMW Greifzu                     | Formel 2      | [ 10 ] [ 11 ] |
| 1951 | DDR Karl-August Bergmann   | Grün KB BMW                     | Formel 3      | [ 10 ] [ 11 ] |
| 1951 | DDR Paul Greifzu           | BMW Greifzu                     | Formel 2      | [ 12 ]        |
| 1952 | DDR Edgar Barth            | IFA-DAMW                        | Formel 2      | [ 13 ]        |
| 1952 | BRD Hellmut Deutz          | Scampolo 501                    | Formel 3      | [ 13 ]        |
| 1952 | BRD Kurt Kuhnke            | Cooper T11 (Cooper Car Company) | Formel 3      | [ 14 ]        |
| 1953 | DDR Edgar Barth            | EMW 52/53                       | Formel 2      | [ 15 ] [ 16 ] |
| 1953 | DDR Gerhard Zschoche       | Grün BMW                        | Formel 3      | [ 15 ] [ 16 ] |
| 1953 | BRD Kurt Kuhnke            | Cooper T11                      | Formel 3      | [ 17 ]        |
| 1954 | DDR Rudolf Krause          | BMW Greifzu                     | Formel 3      | [ 18 ]        |
| 1954 | BRD Theo Helfrich          | Cooper T31                      | Formel 3      | [ 18 ]        |
| 1955 | BRD Kurt Ahrens senior     | Cooper T36                      | Formel 3      | [ 19 ]        |
| 1956 | BRD Kurt Ahrens senior     | Cooper T42                      | Formel 3      | [ 20 ]        |
| 1957 | BRD Kurt Kuhnke            | Cooper T26                      | Formel 3      | [ 21 ]        |
| 1958 | BRD Kurt Ahrens senior     | Cooper T42                      | Formel 3      | [ 22 ]        |
| 1959 | BRD Kurt Ahrens senior     | Cooper T42                      | Formel 3      | [ 23 ]        |
| 1960 | DDR Heinz Melkus           | Melkus 60                       | Formel Junior | [ 24 ]        |
| 1961 | DDR Willy Lehmann          | Scampolo 502                    | Formel Junior | [ 25 ]        |
| 1961 | Finnland Jouko Nordell     | Cooper T52                      | Formel Junior | [ 25 ]        |
| 1962 | DDR Willy Lehmann          | Wartburg SEG I                  | Formel Junior | [ 26 ]        |
| 1962 | Schweiz Silvio Moser       | Lotus 20                        | Formel Junior | [ 26 ]        |
| 1963 | Frankreich Éric Offenstadt | Lola Mk5A                       | Formel Junior | [ 27 ]        |
| 1963 | DDR Hans Roediger          | Melkus 63                       | Formel Junior | [ 27 ]        |
| 1964 | Belgien Jacques Bernusset  | Cooper T72                      | Formel 3      | [ 28 ]        |
| 1965 | Belgien Jacques Bernusset  | Cooper T76                      | Formel 3      | [ 29 ]        |
| 1966 | DDR Willy Lehmann          | Wartburg SEG II                 | Formel 3      | [ 30 ]        |
| 1967 | Belgien Paul Deetens       | Brabham BT16                    | Formel 3      | [ 31 ]        |
| 1967 | DDR Siegfried Scholz       | Wartburg SEG II                 | Formel 3      | [ 31 ]        |

### 2010

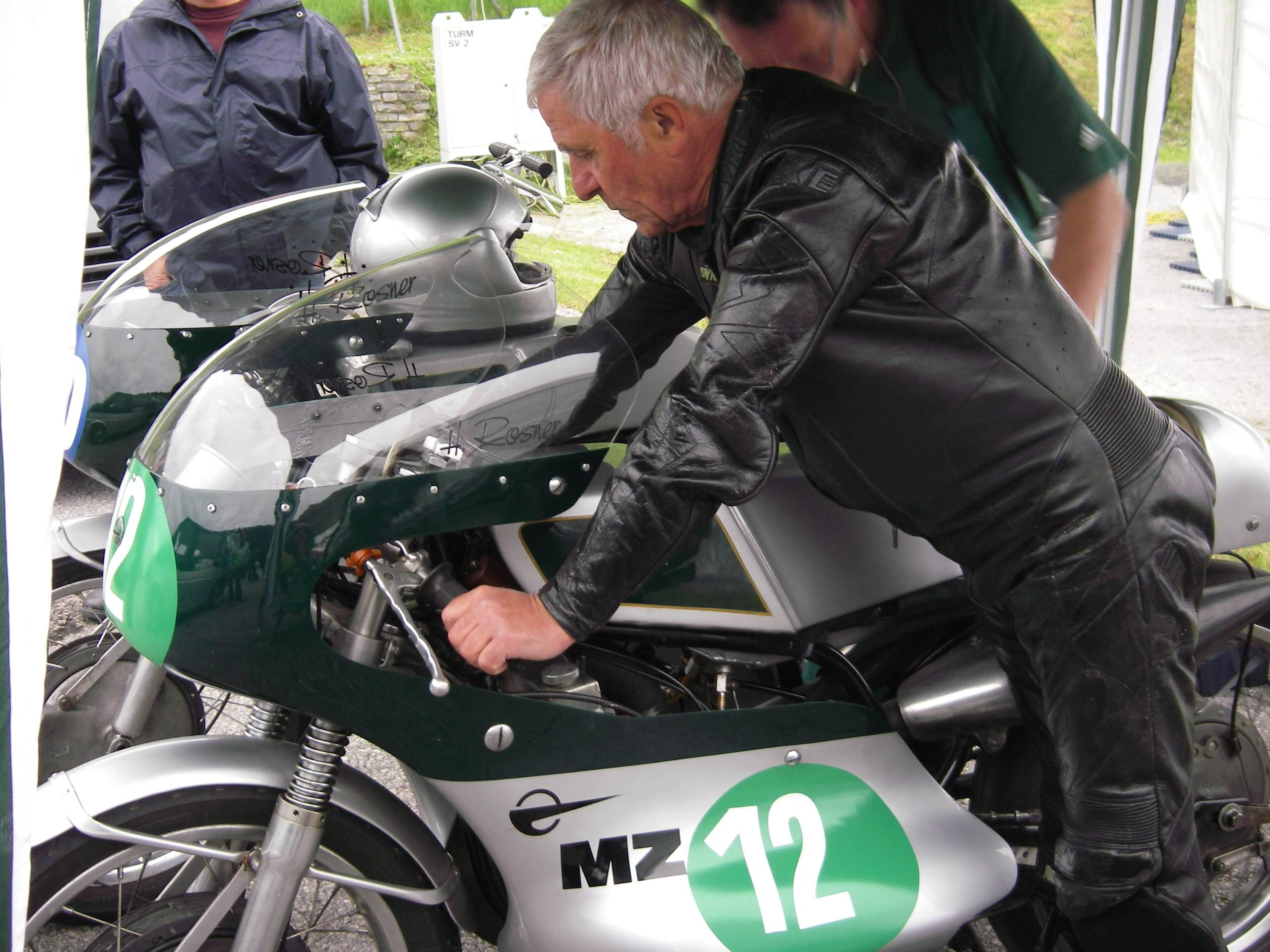
Heinz Rosner, der Drittplatzierte in der 250-cm³-Klasse

Am 10. Juli 2010 wurde der Rennbetrieb mit dem 23. Internationalen Halle/Saale-Schleifen-Rennen durch den Veranstalter des Fischereihafen-Rennens in Bremerhaven, der German-Road-Racing GmbH, wieder aufgenommen. Vor ca. 8500 Zuschauern wurden sieben Wertungsklassen und zusätzlich zwei Klassen Demonstrationsläufe ohne Wertung gefahren. Den dritten Platz in der 500-cm³-Klasse belegte der damals 71-jährige Heinz Rosner auf einer Werks-MZ-RE Twin (Baujahr 1968). Rosner bestritt bereits 1958 als 19-Jähriger auf der Halle-Saale-Schleife sein erstes Motorradrennen und belegte in den folgenden Jahren auf dieser Strecke mehrere zweite und dritte Plätze.

### 2011
Das geplante 24. Internationale Halle/Saale-Schleifen-Rennen wurde im April 2011 vom Veranstalter abgesagt. Grund waren Auflagen der Stadt Halle und mangelndes Sponsoreninteresse. Der Veranstalter seinerseits begründete die Absage mit Problemen, das nötige Budget für das Rennen zusammenzubekommen.

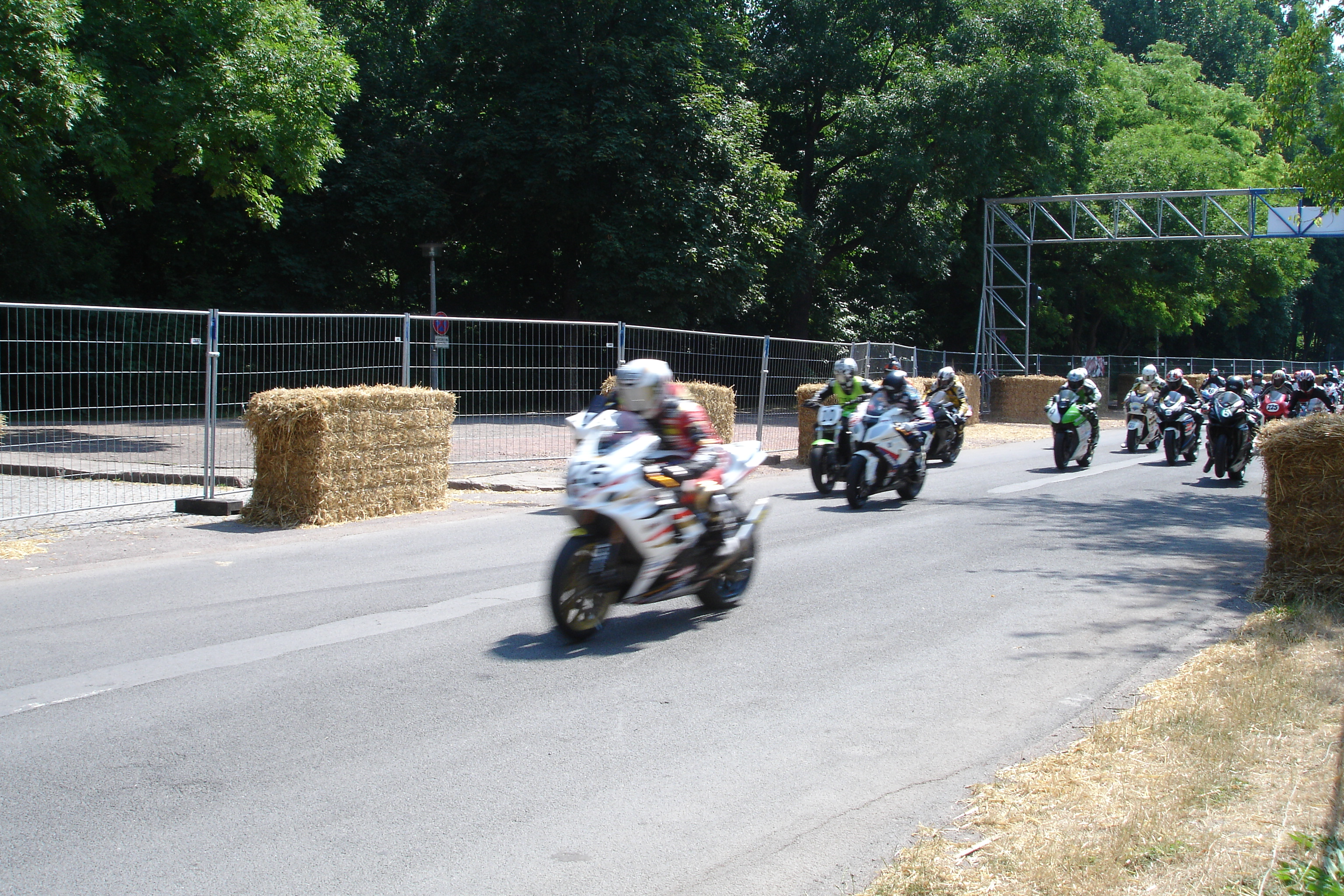
Start der Super Bike Open 2010, Didier Grams (Startnummer 26) in Führung

## Hochwasser 2013 und die Folgen
Bei dem Hochwasser im Juni 2013 standen Teile der Strecke unter Wasser und der westlich angrenzende größte Stadtteil Halle-Neustadt war bedroht. Der hier schützende Gimritzer Damm wurde beschädigt und musste mit Sandsäcken verstärkt werden, um das Durchsickern zu verhindern. Daher gab es Pläne, einen neuen Damm zu errichten.
Im Juli 2013 wurde der östliche Teil der Rennstrecke abgerissen, um einem neuen Hochwasserschutzdeich Platz zu schaffen. Dem halleschen Oberbürgermeister Bernd Wiegand wurde in dem Zusammenhang vorgeworfen, eigenmächtig und ohne den Stadtrat zu beteiligen vorgegangen zu sein, was das Verwaltungsgericht Magdeburg 2021 letztlich bestätigte. Im November 2013 wurde für den Erhalt der Strecke demonstriert. Das Verwaltungsgericht Halle verhängte im März 2015 einen Baustopp für den neuen Hochwasserschutzdeich, der vom Oberverwaltungsgericht Sachsen-Anhalt im Mai 2015 bestätigt wurde. Nach einem Beschluss des Oberverwaltungsgerichts Sachsen-Anhalt im Mai 2020 wurde der Baustopp aufgehoben und die Stadt Halle plant nach Errichtung des Deiches die Halle-Saale-Schleife wieder herzurichten.

## Streckenführung
Bis zum Teilabriss 2013 existierten alle Teile der ursprünglichen Rennstrecke von 1967 und dienten dem öffentlichen Straßenverkehr. Start- und Ziel der 5,267 km langen Strecke lagen bis 1967 auf dem Gimritzer Damm, der damals als Betongerade bezeichnet wurde. Gefahren wurde von dort aus in Richtung Südkehre, von der aus es auf das Peißnitzgelände ging. Nach Durchfahrung der langgezogenen Kurve der Jugend und einer folgenden Gerade ging es über die schnelle Weinbergkurve auf den Weinbergweg in Richtung Kröllwitz. Nach einer 90°-Linkskurve, der Nordkurve, führte die Strecke an der heutigen Uniklinik vorbei auf den Hubertusplatz. Diese Kehre wurde als Hubertuskehre oder auch Friedensring bezeichnet. Von dort aus ging es über zwei Kilometer fast vollgas über die Heideallee und Start- und Ziel bis hin zur Südkehre. Bei einigen Veranstaltungen wurde auch eine auf 2,66 km verkürzte Variante mit einer Kehre vor der Weinbergkurve zum Gimritzer Damm hin befahren.